# حقیقت (فیلم ۱۹۸۸ هنگ کنگی)
«حقیقت» (انگلیسی: The Truth (1988 film)) یک فیلم است که در سال ۱۹۸۸ منتشر شد. از بازیگران آن می‌توان به اندی لاو اشاره کرد.